# Johann Heinrich Ernesti

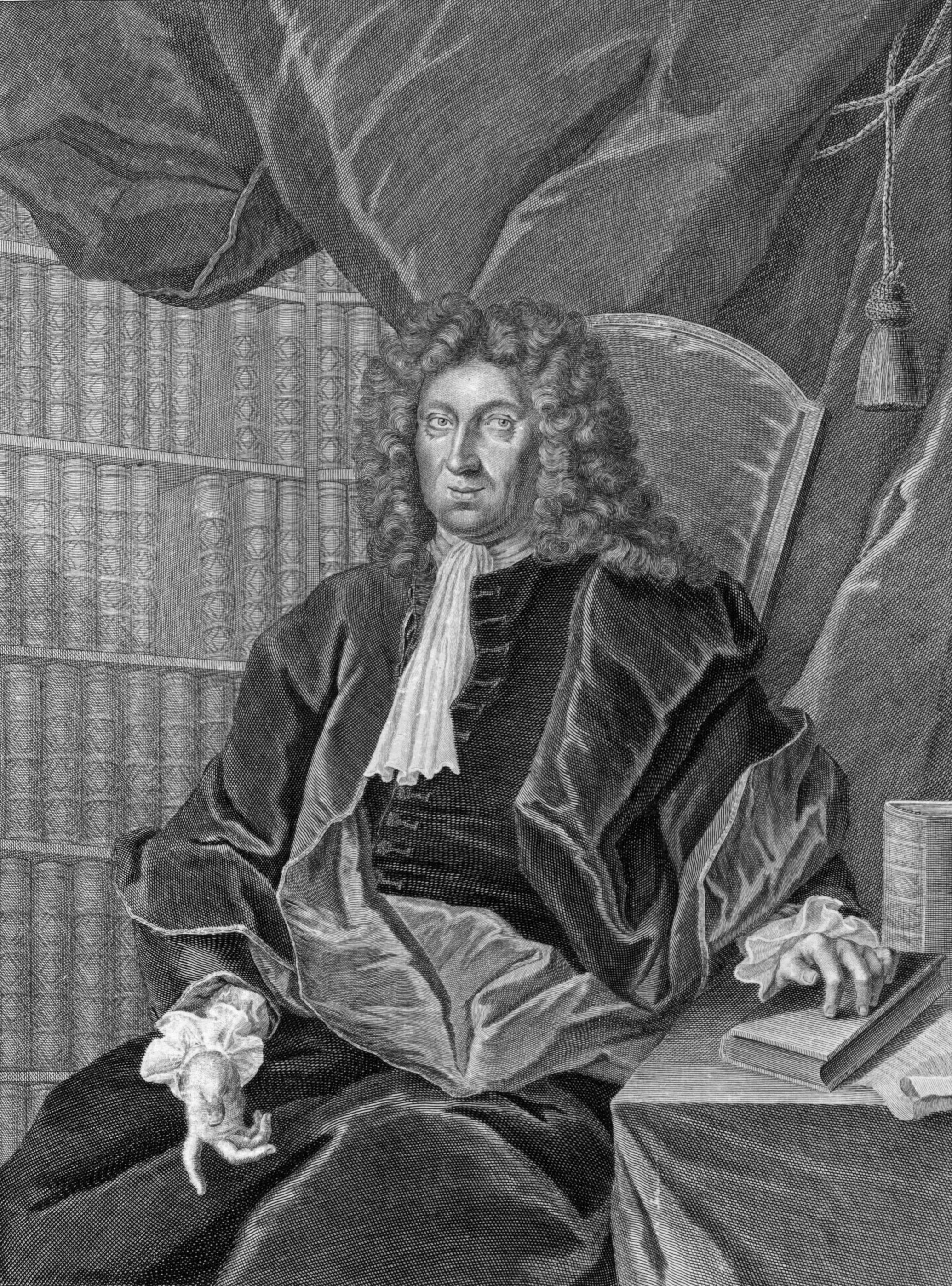
Johann Heinrich Ernesti

Johann Heinrich Ernesti (* 12. März 1652 in Königsfeld bei
Rochlitz; † 16. Oktober 1729 in Leipzig) war ein sächsischer Philosoph, Theologe, Altphilologe (Latein) und Dichter. Er war Rektor der Thomasschule und Professor für Poesie an der Universität Leipzig. Schriftstellerische Bekanntheit erlangte er durch seine Schriften zu Cicero.

## Leben

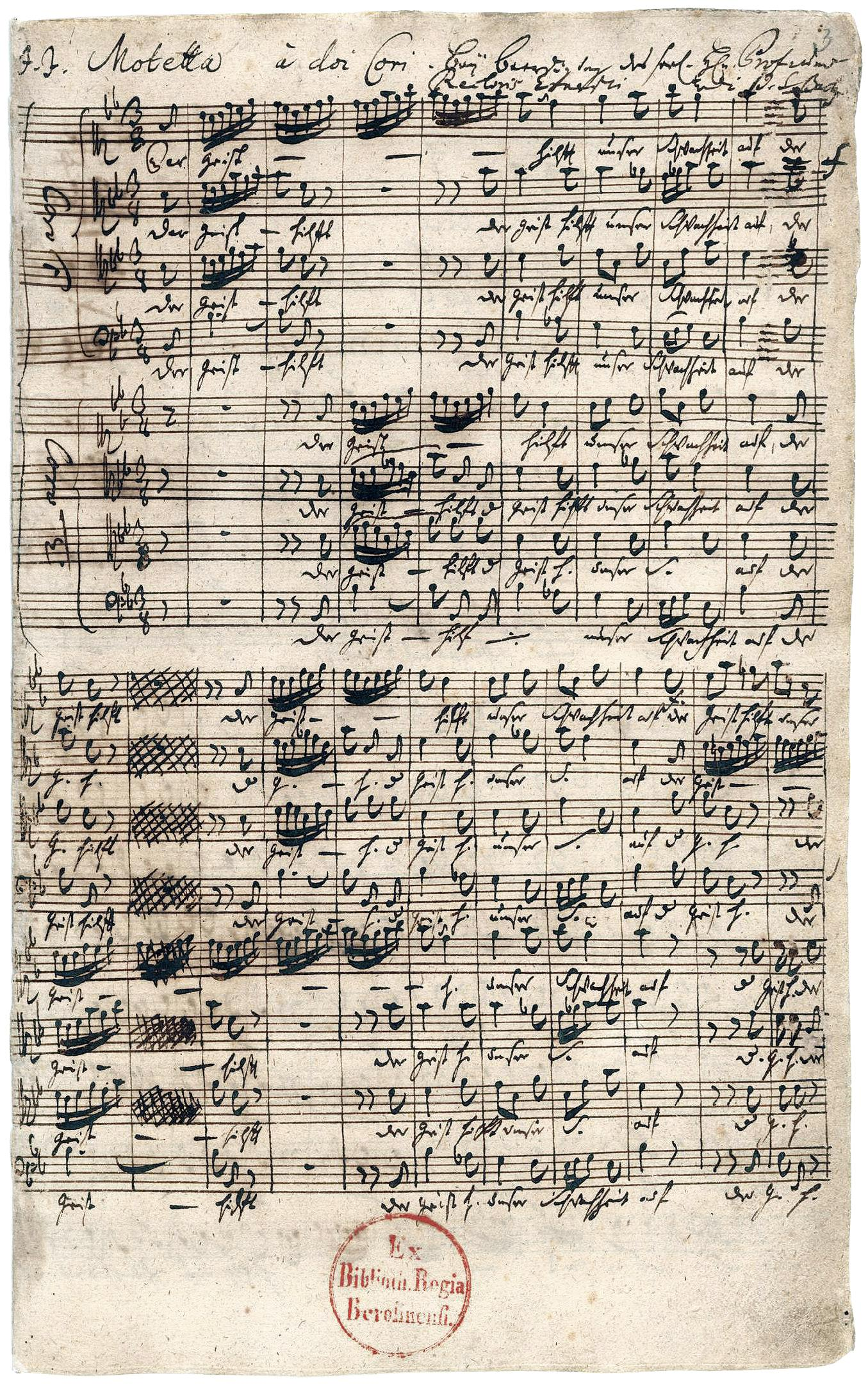
Der Geist hilft unser Schwachheit auf (BWV 226), komponiert von Johann Sebastian Bach zur Beisetzung Johann Heinrich Ernestis.

Ernesti wurde als Sohn des Predigers Daniel Ernesti geboren. Von seinem Vater, der in Königsfeld Rektor war, erhielt er seinen ersten Unterricht. Später besuchte er das Gymnasium in Altenburg unter seinem Vetter Jakob Daniel Ernesti. Seit 1670 studierte er Theologie und Philosophie an der Universität Leipzig, wurde dort 1672 Baccalaureus und 1674 Magister der Philosophie.
Im Jahr 1680 wurde er als Assessor an die Philosophische Fakultät der Universität aufgenommen. Außerdem wirkte er bis 1682 als Sonnabendsprediger an der Nikolaikirche. Er wirkte ab 1680 als Konrektor und von 1684 bis 1729 als Rektor der Thomasschule zu Leipzig. Damit war er Nachfolger des Jakob Thomasius. Als sich 1723 der Komponist Johann Sebastian Bach um den Posten des Thomaskantors bewarb, war Ernesti im Rektorenamte. Er führte eine neue Schulordnung ein, die u. a. das Schulgebet auf Deutsch erlaubte. Mit 45 Jahren hatte der die längste Amtsperiode aller namentlich bekannten Schulleiter. Sein Nachfolger wurde der einflussreiche Johann Matthias Gesner.
Zudem war Ernesti seit 1691 Professor der Poesie an der Universität Leipzig. Er lehrte römische Dichter wie Horaz, Ovid, Juvenal und Vergil sowie den Neulateiner Helius Eobanus Hessus. Wiederholt war er Dekan der Philosophischen Fakultät und Prokanzler; 1712 wurde er Prodekan und 1713 Decemvir. Ernesti selbst war schriftstellerisch tätig und verfasste u. a. Panegyriki. Sein wohl wichtigstes Werk war 14 Selectarum Orationum Liber (Marcus Tullius Cicero). 1713 wurde er akademischer Decemvir.
Für den Gedächtnisgottesdienst nach Ernestis Tod am 21. Oktober 1729 in der Paulinerkirche komponierte Johann Sebastian Bach die Motette Der Geist hilft unser Schwachheit auf (BWV 226). Johann Heinrich Ernesti wurde am 24. Oktober 1729 in der Paulinerkirche beigesetzt.

## Familie
Ernesti heiratete am 12. April 1692 in Leipzig Regina Marie, die Tochter des Johann Benedict Carpzov II., mit der er sechs Kinder hatte.

## Werke (Auswahl)
- Centuria evangeliorum ad usum scholasticum exactorum, 1687.
- De usu profanarum litterarum in interpretandis scripturis sacris, 1688.
- De usu sacrarum litterarum in interpretandis scriptoribus profanis, 1689.
- Dissert. acad. de pharisaeismis in libris profanorum scriptorum occurrentibus, 1690.
- De orationibus in libris N. T. historicis, 1692.
- De Regulo, 1694.
- Historiae rerum sacrarum et profanarum parallelae, 1694–96.
- Cornelius Nepos per epistolas scribens, 1698.
- Misnia Romana, 1698.
- Compendium hermoneuticae profanae s. de legendis scriptoribus profanis praecepta nonnulla, 1699.
- Commentatio, 1700.
- Orationes de professoribus oratoriis, 1702.
- De prof. ethicis, 1702.
- De professoribus poeticis, 1702.
- De prof. dialecticis et logicis, 1703.
- De sportula Romanorum quotidiana, 1703.
- Ὀϱνιϑογϱαϕία Ovidiana, 1705.
- Commentationes novae in Cornelium Nepotem. Justinum, Terentium, Plautum, Curtium et poesim barbaricam, 1707/38.
- Commentatio in res philosophicas seculares, 1709.
- Paralipomena, 1711.
- Historia rerum Lipsicarum metrica, 1712.
- Observationes poeticae de genere carminum didactico et versu rhythmico, 1714.
- Usurpata a Curtio in particulis latinitas, 1719.
- De latente in fabulis poeticis divina veritate, 1722.
- Accedunt Praefatio et Indices. Bearbeitungen von Gottlob Benedikt von Schirach, Buchhandlung des Waisenhauses, Halle 1746.
- 14 Selectarum Orationum Liber. Buchhandlung des Waisenhauses, Halle 1822.

## Filme
- Johann Sebastian Bach. Fernsehfilm, DDR 1985. Regie: Lothar Bellag. (Martin Hellberg als Johann Heinrich Ernesti)